# Celastrus
Celastrus är ett släkte av benvedsväxter. Celastrus ingår i familjen Celastraceae.

## Bildgalleri

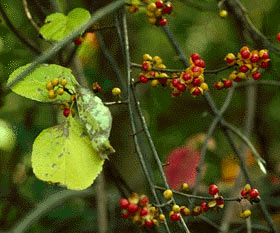

## Dottertaxa tillCelastrus, i alfabetisk ordning[1]
- Celastrus aculeatus
- Celastrus alnifolius
- Celastrus angulatus
- Celastrus annamensis
- Celastrus approximatus
- Celastrus caseariifolius
- Celastrus chiapensis
- Celastrus confertus
- Celastrus cuneatus
- Celastrus flagellaris
- Celastrus franchetiana
- Celastrus gemmatus
- Celastrus glaucophyllus
- Celastrus hindsii
- Celastrus hirsutus
- Celastrus homaliifolius
- Celastrus hookeri
- Celastrus hypoleucoides
- Celastrus hypoleucus
- Celastrus kusanoi
- Celastrus lenticellatus
- Celastrus liebmannii
- Celastrus madagascariensis
- Celastrus membranifolius
- Celastrus microcarpus
- Celastrus monospermoides
- Celastrus monospermus
- Celastrus myrtifolius
- Celastrus novoguineensis
- Celastrus oblanceifolius
- Celastrus obovatifolius
- Celastrus orbiculatus
- Celastrus pachyrhachis
- Celastrus panamensis
- Celastrus paniculatus
- Celastrus pringlei
- Celastrus punctatus
- Celastrus richii
- Celastrus rosthornianus
- Celastrus rugosus
- Celastrus scandens
- Celastrus stephanotiifolius
- Celastrus stylosus
- Celastrus tetramerus
- Celastrus tonkinensis
- Celastrus vaniotii
- Celastrus virens
- Celastrus vulcanicolus
- Celastrus yuloensis